# デザインオフィス・メカマン
デザインオフィス・メカマン（正式社名：株式会社デザインオフィスメカマン）は、アニメーション制作のうち、背景美術制作を主な事業内容とする日本の企業。作品では「デザインオフィス・メカマン」「デザインオフィスメカマン」「メカマン」等とクレジットされる。

## 概要
竜の子プロダクション（現・タツノコプロ）出身の中村光毅が、大河原邦男と共に1976年に設立したアニメの背景制作会社である。和光プロダクション、サンライズ（現・バンダイナムコフィルムワークス）、スタジオぴえろ、スタジオディーン、葦プロダクション、日本アニメーション、東映アニメーションなど、様々なアニメ制作会社の仕事を請け負っている。
設立当初はロボットアニメ全盛期ということもあり、社名の通りメカニックデザインを中心にやって行くつもりであったが、1年ほどで大河原が会社を離れ、中村もメカデザインから退いて美術の方に専念するようになったため、背景美術を中心に手掛けるようになった。方針の変更に伴い、社名を変えることも検討したが、手続きが煩雑だということがわかってそのままで行くことになった。

## 主な参加作品

### テレビシリーズ
- 合身戦隊メカンダーロボ（1977年）
- 超合体魔術ロボ ギンガイザー （1977年）
- とびだせ!マシーン飛竜（1977-1978年）
- 無敵超人ザンボット3 （1977-1978年）
- 超電磁マシーン ボルテスV （1977-1978年）
- 超スーパーカー ガッタイガー （1977-1978年）
- 激走!ルーベンカイザー （1977-1978年）
- 無敵鋼人ダイターン3 （1978-1979年）
- 宇宙魔神ダイケンゴー（1978-1979年）
- 機動戦士ガンダム（1979-1980年） - ノンクレジット[注 1]
- 野ばらのジュリー （1979年）
- ニルスのふしぎな旅 （1980-1981年）
- ブレーメン4 地獄の中の天使たち （1981年）
- ゴールドライタン （1981-1982年）
- うる星やつら （1981-1986年）
- 太陽の子エステバン （1982-1983年）
- 巨神ゴーグ （1984年）
- 魔法の妖精ペルシャ（1984-1985年）
- 星銃士ビスマルク （1984-1985年）
- ダーティペア （1985年）
- 魔法のスターマジカルエミ （1985-1986年）
- 魔法のアイドルパステルユーミ（1986年）
- がんばれ!キッカーズ （1986-1987年）
- アニメ三銃士 （1987-1989年）
- きまぐれオレンジ☆ロード（1987-1988年）
- キテレツ大百科（TVSPのみ）（1987年）
- 鎧伝サムライトルーパー （1988-1989年）
- らんま1/2シリーズ
  - らんま1/2 （1989年）
  - らんま1/2 熱闘編 （1989-1992年）
- 勇者シリーズ
  - 太陽の勇者ファイバード （1991-1992年）
  - 伝説の勇者ダ・ガーン （1992-1993年）
  - 勇者特急マイトガイン （1993-1994年）
  - 黄金勇者ゴルドラン （1995-1996年）
  - 勇者指令ダグオン （1996-1997年）
  - 勇者王ガオガイガー （1997-1998年）
- 獣戦士ガルキーバ （1995年）
- 機動新世紀ガンダムX （1996年）
- 少年サンタの大冒険!（1996年）
- 超者ライディーン （1996-1997年）
- 逮捕しちゃうぞシリーズ
  - 逮捕しちゃうぞ （1996-1997年）
  - 逮捕しちゃうぞ second season （2001年）
- ブレンパワード （1998年）
- パワーストーン （1999年）
- エデンズボゥイ （1999年）
- THE ビッグオー （1999-2000年）
- OH!スーパーミルクチャン （2000年）
- タイムボカン2000 怪盗きらめきマン （2000年）
- 人造人間キカイダー THE ANIMATION （2000-2001年）
- 犬夜叉 （2000-2004年）
- 爆闘宣言ダイガンダー （2002年）
- HAPPY★LESSON （2002年）
- 釣りバカ日誌 （2002-2003年）
- ドラゴンドライブ （2002-2003年）
- GetBackers-奪還屋- （2002-2003年）
- MOUSE （2003年）
- SPACE PIRATE CAPTAIN HERLOCK （2003年）
- ボボボーボ・ボーボボ （2003-2005年）
- Wind -a breath of heart- （2004年）
- 冒険王ビィト （2004-2005年）
- 焼きたて!!ジャぱん （2004-2006年）
- tactics （2004-2005年）
- あかほり外道アワーらぶげ （2005年）
- ガイキング LEGEND OF DAIKU-MARYU （2005-2006年）
- MÄR-メルヘヴン- （2005-2007年）
- ゼーガペイン （2006年）
- レ・ミゼラブル 少女コゼット （2007年）
- シャイニング・ティアーズ・クロス・ウィンド （2007年）
- 素敵探偵ラビリンス （2007年）
- はたらキッズ マイハム組 （2007-2008年）
- スキップ・ビート! （2008-2009年）
- メタルファイト ベイブレード （2009-2010年）
- B型H系 （2010年）
- 猫神やおよろず （2011年）
- 普通の女子校生が【ろこどる】やってみた。 （2014年）
- ひなこのーと　（2017年）

### OVA
- トゥインクルハート 銀河系までとどかない（1986年）
- きまぐれオレンジ☆ロード（第一期） （1989年）
- リカちゃんシリーズ
  - リカちゃん ふしぎな不思議なユーニア物語 （1990年）
  - リカちゃんの日曜日 （1992年）
- ナースウィッチ小麦ちゃんマジカルて （2002-2005年）

### 教育ビデオ
- 徒然草 （2004年）

### 劇場映画
- 機動戦士ガンダムIII めぐりあい宇宙篇 （1982年）
- 風の谷のナウシカ （1984年）
- バツ&テリー （1987年）
- きまぐれオレンジ☆ロード あの日にかえりたい （1988年）
- 魔女の宅急便 （1989年）
- ルパン三世 DEAD OR ALIVE （1996年）
- ドラゴンクエスト列伝 ロトの紋章 （1996年）
- デジモンアドベンチャー02 ディアボロモンの逆襲 （2001年）

## 過去の所属者
- 中村光毅（デザインオフィス・メカマン設立者。2011年5月16日逝去）
- 大河原邦男
- 荒井貞幸
- 吉田昇（現：スタジオジブリ美術所属）
- 竹田悠介
- 田中直哉